# 쓰카하라 미쓰오

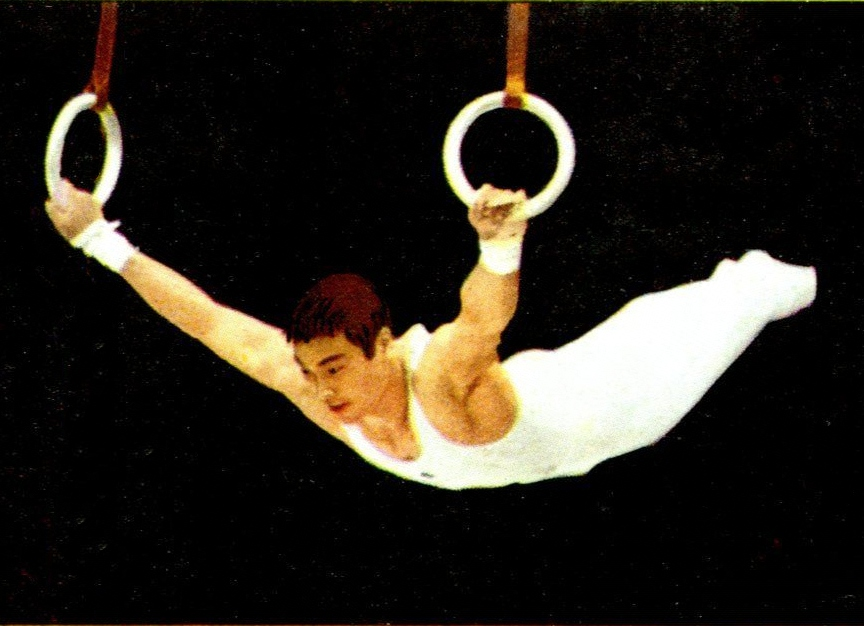

쓰카하라 미쓰오(塚原光男, 1947년 12월 22일 ~ )는 일본의 기계 체조 선수이다. 그는 올림픽 금메달리스트가 다섯 번이나 되었다. 그는 대회에서 은퇴한 후에도 계속해서 스포츠 활동을 이어갔다. 일본체조협회 부회장을 역임했다.
쓰카하라는 1960년대 후반부터 1970년대까지 계속해서 경쟁했으며, 1978년 세계 선수권 대회 이후 체조 대회에서 은퇴했다. 금메달 5개, 은메달 1개, 동메달 3개를 획득한 쓰카하라는 1968년, 1972년, 1976년 3회 연속 올림픽 단체전에서 일본이 우승하는 데 중요한 공헌을 했다. 그는 동료 체조 선수인 오다 치에코와 결혼했다. 그는 1990년대 후반 세계 선수권 대회와 올림픽에서 종합 메달리스트였으며 2014년 현재도 여전히 경쟁하고 있는 그의 아들 쓰카하라 나오야를 통해 체조 세계와 계속 연결되어 있다.

## 같이 보기
- 올림픽 다관왕 목록